# Eleições municipais de Corumbá em 1992
As eleições municipais de Corumbá em 1992 ocorreram em 3 de outubro. O prefeito titular era Fadah Scaff Gattass, do PMDB, que deixou o cargo em 1 de janeiro de 1993. Ricardo Cândia, do PST, foi eleito prefeito em turno único, derrotando Eder Brambilla, do PSDB.

## Candidatos a prefeito
| Candidato(a)            | Número | Coligação                 |
| ----------------------- | ------ | ------------------------- |
| Ricardo Cândia (PST)    | 52     | PST, PDC, PRN             |
| Eder Brambilla (PSDB)   | 45     | PSDB, PT, PCdoB, PPS, PSB |
| Armando Anache (PDS)    | 11     | PDS, PMN                  |
| Terezinha Baruki (PMDB) | 15     | PMDB, PSD, PL, PRP        |
| Ruy Albaneze (PTB)      | 14     | PTB, PFL                  |
| José Carneiro (PDT)     | 12     | PDT                       |
| Cecílio Gaeta (PTR)     | 28     | PTR                       |

## Resultado da eleição

### Turno único
| Candidato(a)     | Partido | Votos recebidos | Percentual |
| ---------------- | ------- | --------------- | ---------- |
| Ricardo Cândia   | PST     | 8553            | 23,20%     |
| Eder Brambilla   | PSDB    | 8336            | 22,61%     |
| Armando Anache   | PDS     | 6680            | 18,12%     |
| Terezinha Baruki | PMDB    | 6462            | 17,53%     |
| Ruy Albanese     | PTB     | 3608            | 9,79%      |
| José Carneiro    | PDT     | 2284            | 6,20%      |
| Cecílio Gaeta    | PTR     | 943             | 2,56%      |